# Цовенчедо
Цовенчедо (итал. Zovencedo) је насеље у Италији у округу Виченца, региону Венето.
Према процени из 2011. у насељу је живело 154 становника. Насеље се налази на надморској висини од 309 м.

## Становништво
Према резултатима пописа становништва 2011. у општини је живело 796 становника.
| 1931. | 1936. | 1951. | 1961. | 1971. | 1981. | 1991. | 2001. | 2011. |
| ----- | ----- | ----- | ----- | ----- | ----- | ----- | ----- | ----- |
| 1.094 | 1.030 | 1.005 | 839   | 691   | 712   | 727   | 866   | 796   |